# Skellig Michael
Skellig Michael (irsk: Sceilig Mhichíl, dansk: ~ Michaels klippe), også kendt som Great Skellig (dansk: ~ Store Skellig) er en stejl klippeø ca. 15 km vest for County Kerry i Republikken Irland. Halvanden km mod øst ligger øen Little Skellig, som har verdens næststørste koloni af suler med næsten 30.000 par.
Øen er ubeboet og dens højeste punkt er 230 moh.

## Historie
Skellig Michael var i 600 år et vigtigt center for irske munke. Et kloster på toppen af den 230 meter høje klippe blev i 1996 anerkendt som et verdensarv-sted af UNESCO. Klosteranlægget er usædvanlig godt bevaret.
De spartanske forhold illustrerer den asketiske levemåde, som de tidlige kristne munke i Irland levede under. Munkene boede i bikubelignende hytter af sten (såkaldte clochan) over næsten lodrette klippevægge.
Klosteret blev i følge traditionen grundlagt i 588. Det overlevede flere plyndringer af vikinger, det første omtalt i 823. Klosteret blev  udvidet, og et nyt kapel blev bygget omkring år 1000. Klostersamfundet på Skellig Michael havde sandsynligvis kun 12 munke og en abbed. I 1100-tallet forlod munkene øen og sluttede sig til det augustinske kloster ved Ballinskelligs på fastlandet.
Fra 1500-tallet blev Skellig Michael et populært mål for årlige pilgrimsrejser, men havde ingen faste beboere. I 1800-tallet blev to fyrtårne bygget, og øen var igen beboet af det tjenstgørende personale. Det nyeste fyr er fortsat i drift og blev ombygget i 1960'erne og har været automatiseret siden 1980'erne.
Der er om sommeren er der daglige afgange med motorbåd fra fiskerlejet Portmagee på halvøen Iveragh. Der sejles rundt om Little Skellig. I Portmagee ligger turistcenteret "Skellig Experience Centre", som informerer om Skellig Michael.
Scener i Star Wars-filmene The Force Awakens (2015) og The Last Jedi (2017) er optaget på Skellig Michael.
- Little Skellig set fra Skellig Michael
- Trappen op til bikubehytterne
- Bikubehytterne
- Skellig Michaels fyrtårn

## Klosteret
Klosteret ligger på naturlige eller byggede terrasser i flere niveauer til en højde af 185 m på en solrig vindbeskyttet plads. For at komme op til klosteret må man gå op ad en trappe med 620 trin. Klosteret har haft en kirke (nu i ruiner), en lille kirkegård for munkene, to bønnehuse, et på 3,6 x 2,4 m, et på 2,4 x 1,8 m og seks munkeceller, som ligger som små, kuppelformede stenhuse i varierende stand. Munkecellerne har indtil 1,80 meter tykke vægge. Væggene går over i såkaldte "falske hvælv", det vil sige at kuppelformerne på bygningerne er dannet ved at stenene er lagt over hinanden i mindre cirkler. Sandsynligvis har husene været tækket af græstørv eller halm, da de sten som rager ud, formodentlig er blevet brugt til at holde halmen eller tørvene på plads.

## Naturreservat
Sammen med naboøen, Little Skellig, er Skellig Michael et vigtigt naturreservat. Skelligøerne har en stor bestand af havfugle som sule, mallemuk, ride, alk, lomvie og lunde. Lille stormsvale og almindelig skråpe yngler også i stort antal der.